# Chotěborky
Chotěborky (německy Klein Chotiebor) jsou malá vesnice, část obce Vilantice v okrese Trutnov. Nachází se asi půl kilometru jihovýchodně od Vilantic. Chotěborky leží v katastrálním území Vilantice o výměře 4,92 km².

## Historie
První písemná zmínka o vesnici pochází z roku 1355. Zástavba vsi je od roku 2004 chráněna v rámci vesnické památkové zóny.

## Přírodní poměry
Jihovýchodně od vesnice se nachází přírodní památka Hustířanský les.

## Pamětihodnosti
- Kostel Nanebevzetí Panny Marie
- Sloup se sochou sv. Jana Nepomuckého
- rodný dům Františka Xavera Duška (čp. 3)

## Galerie

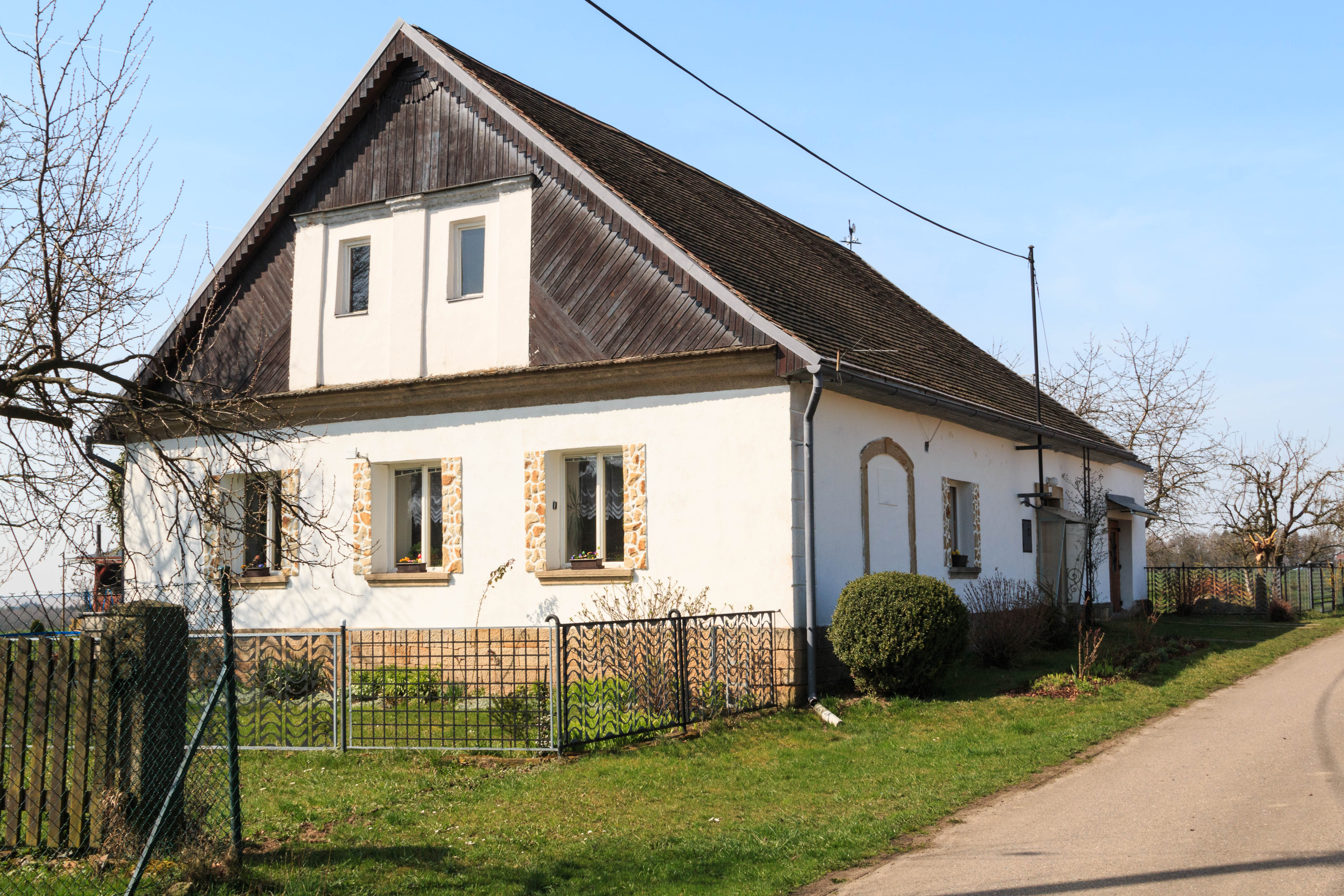
Chalupa
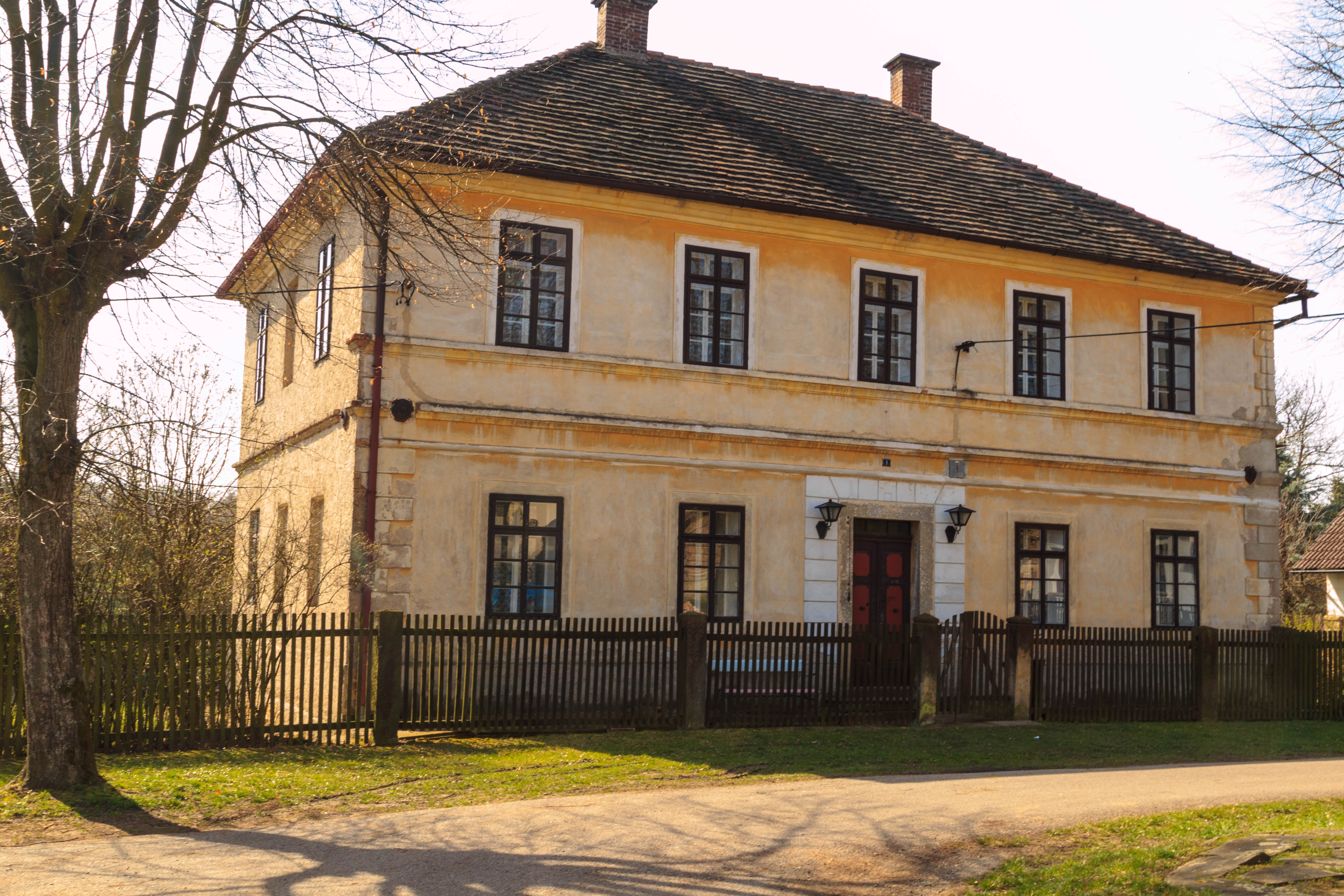
Fara
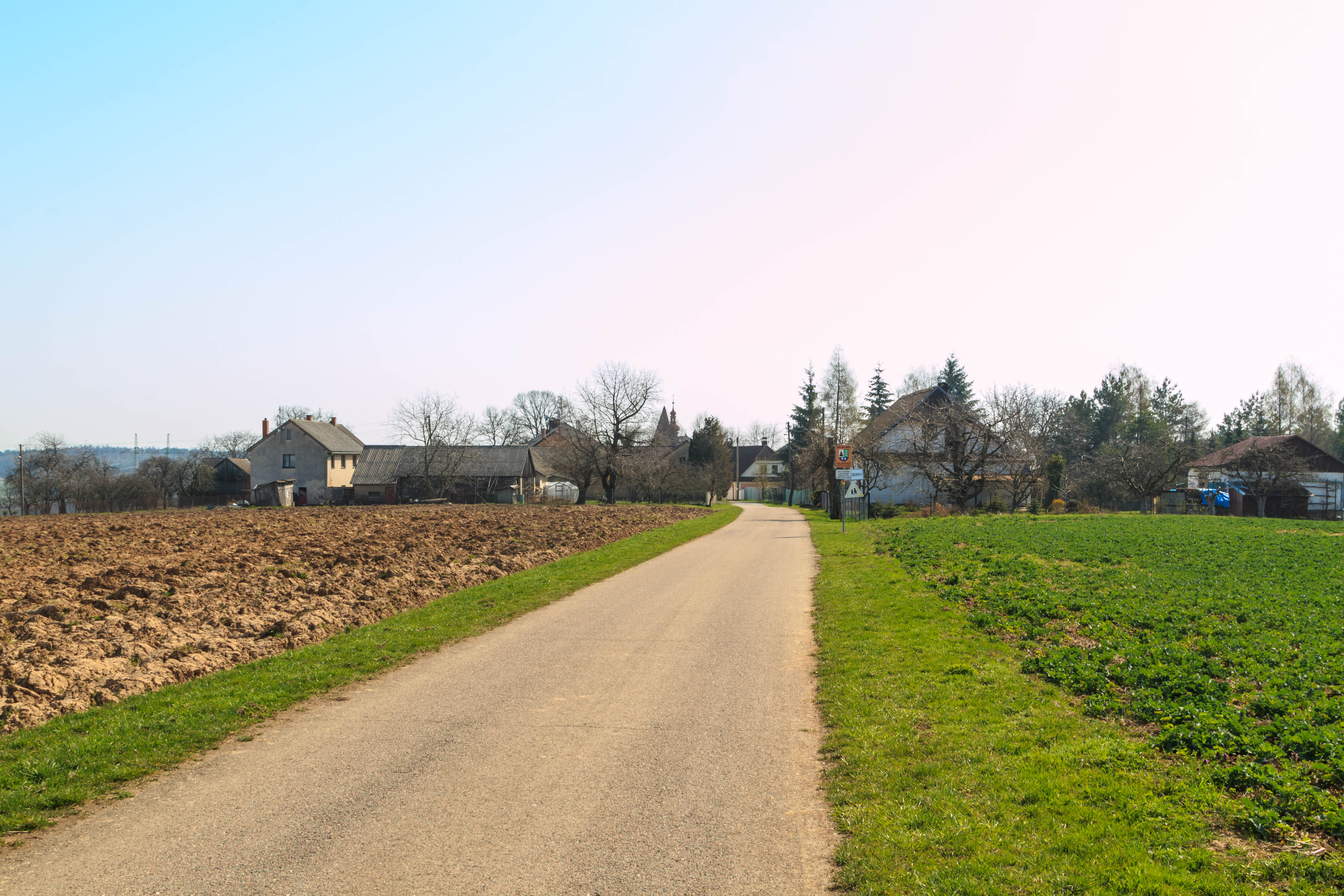
Pohled